# 皮夏內 (蘇梅市鎮)
50°59′1″N 34°48′41″E / 50.98361°N 34.81139°E
皮夏內（烏克蘭語：Піщане）是位於烏克蘭東北部的村莊，由蘇梅州蘇梅區的蘇梅市鎮負責管轄。該村處於奧萊什尼亞河右岸，距離斯泰茨基夫卡0.5公里，2001年人口1,734。